# David Waddington
David Charles Waddington, Baron Waddington GCVO DL QC PC (* 2. August 1929 in Burnley, England; † 23. Februar 2017) war ein britischer Politiker der Conservative Party, der nicht nur Minister, sondern auch Gouverneur von Bermuda war.

## Biografie
Nach dem Besuch der Sedbergh School studierte er am Hertford College der Universität Oxford. Nach seiner anwaltlichen Zulassung nahm er 1951 eine Tätigkeit als Rechtsanwalt auf.
1968 wurde er als Kandidat der Conservative Party erstmals zum Abgeordneten in das Unterhaus (House of Commons) gewählt und vertrat dort bis 1974 die Interessen des Wahlkreises Nelson and Colne. 1974 erlitt er eine Wahlniederlage und schied daher aus dem Unterhaus aus.
Bei einer Nachwahl (By-election) wurde Waddington im März 1979 erneut zum Abgeordneten gewählt, war bis 1983 Vertreter des Wahlkreises Clitheroe sowie anschließend zwischen 1983 und 1990 des Wahlkreises Ribble Valley. Zugleich war er von 1986 bis 1989 Parlamentarischer Sekretär des Schatzamtes (Parliamentary Secretary to the Treasury).
1989 wurde er von Premierministerin Margaret Thatcher als Innenminister erstmals zum Mitglied des Kabinetts berufen. Dieses Amt bekleidete er bis zum Ende von Thatchers Amtszeit im November 1990.
Nach seinem Ausscheiden aus dem Unterhaus wurde er am 4. Dezember 1990 mit dem Titel Baron Waddington, of Read in the County of Lancashire, als Life Peer in den Adelsstand erhoben und gehörte damit auch dem Oberhaus (House of Lords) an. Daneben gehörte er von 1990 bis April 1992 als Lordsiegelbewahrer (Lord Privy Seal) dem erweiterten Kabinett von Premierminister John Major an und war zeitgleich Führer des Oberhauses.
Zuletzt war Baron Waddington als Nachfolger von Desmond Langley zwischen 1992 und 1997 Gouverneur von Bermuda. Im Anschluss folgte ihm Thorold Masefield als neuer Gouverneur.
Am 26. März 2015 trat Waddington gemäß den Regelungen des House of Lords Reform Act 2014 freiwillig in den Ruhestand und schied aus dem House of Lords aus.